# The Dark Tower

La Torre obscura

The Dark Tower (literalment en català, "La torre obscura") és una sèrie de llibres escrita per Stephen King que incorpora diferents gèneres com la fantasia, fantasia científica, terror i western.
Descriu un pistoler (Roland Deschain) que va en busca d'una torre, en la qual la seva existència és tant física com metafòrica. King ha descrit la sèrie de llibres com la seva obra mestra. Mostra com Roland va en busca de la torre obscura però abans de trobar-la haurà de fer moltes coses com per exemple trobar l'home de negre, es trobarà amb un noi (Jake) i formarà un grup amb Eddie Dean i Odetta Holmes. Es va inspirar per fer-la en El senyor dels anells, El bo, el lleig i el dolent i en la llegenda artúria, així com diversos personatges interpretats per Clint Eastwood.

## Resum
Roland és l'últim pistoler encara viu de la regió de Gilead, avui desapareguda. El seu món, semblant a la Terra per certes similituds culturals o certs vestigis tecnològics, és pròxim a l'Far West americà del segle XIX, però la màgia hi és igualment present. Al principi, en la persecució d'un misteriós home en negre, Roland després va a la cerca de la Torre fosca, un lloc fabulós considerat ser l'eix de tots els mons possibles. Trobar aquesta Torre amb l'objectiu de curar el seu món en agonia serà una obsessió per al pistoler, que igualment ha de trobar companys de ruta per a donar-li suport durant aquest llarg periple a través de diferents mons.

## Gènesi de la novel·la

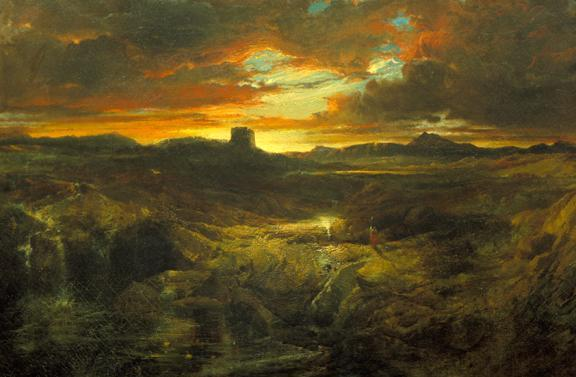
El cavaller Roland si en va venir a la Tour negra, pintura de Thomas Moran (1859).

El març de 1970, Stephen King comença l'escriptura del primer volum, El Pistoler, mentre és al seu últim semestre a la universitat del Maine. Escriu així el Pistoler i el Relleu, els dos primers dels cinc relats que componen aquest llibre, abans de prosseguir amb l'Oracle i les Muntanyes mentre que la redacció de Salem coneix una pausa, a continuació Les lents mutants just després d'haver acabat Shining, i finalment el Pistoler i l'Home de negre l'any 1980. Aquests cinc relats són publicats a The Magazine of Fantasy & Science Fiction entre 1978 i 1981 abans de ser reunits en un únic llibre l'any 1982. La idea la té King en un sopar universitari en el curs del qual el petit editor Donald M. Grant li demana si tindria un llibre que pogués ser publicat en la seva editorial. King pensa llavors en aquesta història molt allunyada del gènere de terror que l'ha fet famós i la proposa a Grant
El Pistoler és doncs publicat en una edició limitada de 10.000 exemplars que s'exhaureix ràpidament. Quan apareix Simetierre l'any 1983, els nombrosos fans de King descobreixen amb estupefacció la presència del Pistoler a la bibliografia de King present al començament de la seva obra i inunden King i els seus editors de correus per saber com procurar-se aquest llibre que no coneixen; les mateixes llibreries són també incapaces d'informar-los. King accepta llavors amb reticència autoritzar una nova edició de 10.000 exemplars, que s'exhaureix tan ràpidament com la primera. La pressió dels fans s'accentua i King, encara que sigui molt refractari a la idea de publicar per al gran públic el primer tom d'un cicle del qual no està segur del tot d'acabar un dia, acaba per cedir-hi, i El Pistoler és publicat en una edició de butxaca el setembre de 1988.
Des dels 19 anys, Stephen King tenia l'ambició d'escriure una epopeia com la que J.R.R. Tolkien havia fet amb el seu El Senyor dels Anells. Fascinat per aquesta història, no volia llançar-se massa aviat a l'escriptura, per temor de plagiar-lo. El factor determinant va venir de l'estudi del poema de Robert Browning: L'escuder Roland a ha arribat a la Torre negra. D'aquí li ve la idea del pistoler i de la seva cerca de la Torre fosca. De la pròpia confessió de Stephen King, en el pròleg de l'última edició del primer tom del cicle, El Pistoler, la seva obra ha estat en efecte inspirada pel Senyor dels anells i la llegenda d'Artús, però el detonant va ser el visionat al cinema del famós western El bo, el lleig i el dolent, el personatge interpretat per Clint Eastwood en aquest film s'inspira directament del de Roland de Gilead.
Al llarg de la història, es fan diverses referències a altres novel·les del mateix autor: Salem, El flagell, l' insomni, el talismà, la desolació i els cors perduts a l'Atlàntida. Alguns dels personatges que hi apareixen es troben al cor de la història de La torre fosca. Trobem l'habitual nostàlgia de Stephen King per l'Amèrica de la seva infantesa, la seva música i els seus referents socioculturals. Entre les moltes referències a altres obres, podem citar, entre moltes altres, El màgic d'Oz, Alícia en terra de meravelles o El senyor dels anells. Els Llops de Calla fins i tot contenen diverses al·lusions explícites a La guerra de les galàxies, Harry Potter i els còmics.
El 2002, en la seva col·lecció de contes, Tot està fatal, que King incorpora a Les Germanetes de Éluria, amb una aventura de Roland de Gilead que va tenir lloc abans del primer volum de la sèrie, així com la novel·la homònima Tot està fatal, sobre els orígens i els poders del personatge Dinky, un membre de la ka-tet de Ted Brautigan, abans de la seva entrada en l'èpica, cap a la meitat del setè volum de  La Torre fosca.
El cicle monumental es va acabar l'any 2004, posant fi a aproximadament 4.000 pàgines de relat, suscitant la controvèrsia entre els fans. L'autor afirma que mai no havia sabut si l'acabaria. Tanmateix, un greu accident de cotxe sobrevingut l'any 1999 on va estar a punt de morir, i que inspirarà esdeveniments del mateix relat, sembla haver-lo convençut d'acabar aquesta història, probablement la més enigmàtica de les seves obres.
Concordance, una guia oficial del cicle en dos volums, reuneix apèndixs al voltant de l'obra de King i esmenta les modificacions realitzades als primers quatre volums abans de les seves reedicions (en especial afegits i correccions al primer, El Pistoler). Aquest volum es recomana especialment als primers lectors, aquells que van descobrir les aventures de Roland el pistoler i el seu Ka-Tet (una comunitat unida pel destí cap a un objectiu imperatiu), en les edicions inicials.
Una nova novel·la que es desenvolupa a l'univers de The Dark Tower i titulada The Wind Through the Keyhole va sortir el 24 d'abril de 2012 als Estats Units.
Els esdeveniments descrits tenen lloc entre Wizard and Glass i Wolves of the Calla.

## Volums
1. The Gunslinger (1982)
2. The Drawing of the Three (1987)
3. The Waste Lands (1991)
4. Wizard and Glass (1997)
5. Wolves of the Calla (2003)
6. Song of Susannah (2004)
7. The Dark Tower (2004)
8. The Wind Through the Keyhole (2012)